# Литрея
Литрея, или Литреа (лат. Lithraea) — род деревянистых растений семейства Анакардиевые (Anacardiaceae) из Южной Америки.

## Ботаническое описание
Вечнозелёные двудомные кустарники или небольшие деревья.
Листья очерёдные, простые или непарноперистые, кожистые.
Цветки мелкие, пятимерные, беловатые, желтоватые или зеленоватые, собраны в метёлки.
Плод — сочная костянка.

## Таксономия
Род включает 3 вида:
- Lithraea brasiliensis Marchand
- Lithraea caustica (Molina) Hook. & Arn. — Литрея едкаяtypus
- Lithraea molleoides (Vell.) Engl. — Литрея моллеобразная, или Литрея моллевидная